# 任解日録
任解日録（にんかいにちろく）は明治初期の日本の中央官僚機構における辞令交付記録である。宮内省式部寮が編纂した。

## 編纂
宮内省式部寮の職掌の1つに官記授与があり、その交付台帳として編纂されたものである。ただし、1873年（明治6年）5月5日に皇居で火災があり、それ以前については一度焼失したものを他官庁の記録や本人の履歴書から校訂復元したものである。

## 内容
いわゆる2官6省制となった明治2年7月8日（1869年8月15日）以降の奏任官以上の官吏の任免について、おおよそ以下のような内容を含んでいる。
- 姓名（改姓、改名、通称など）
- 本籍地
- 発令前の官職とその任命年月日
- 発令になった官職（兼官など）
- 発令後の次の官職とその任命年月日

注意事項として、廃藩置県以前の諸藩の官僚は対象外であることと、「非職」の記録がないことが指摘されている。